# Причкін Олексій Олексійович
Олексій Олексійович Причкін (19 січня 1938, місто Мелітополь, Запорізька область, УРСР, СРСР — 25 травня 2018) — український радянський діяч, 2-й секретар Запорізького обкому КПУ, народний депутат України 1-го скликання.

## Біографія
Народився в місті Мелітополі, в родині робітників.
У 1956 році закінчив Велико-Токмацький судномеханічний технікум Запорізької області (фах «Судові машини», технік-механік). У 1956—1958 роках — механік річкового теплоходу, працював на сплаві лісу в Башкирській АРСР. У 1958—1961 роках служив у Радянській армії.
Член КПРС.
У 1961—1969 роках — конструктор-технолог, заступник начальника цеху, начальник цеху, секретар партійного комітету КПУ Мелітопольського компресорного заводу Запорізької області.
У 1967 році закінчив заочно Запорізький машинобудівний інститут імені Чубаря (фах «Технологія машинобудування, металорізальні верстати та інструменти», інженер-механік).
У 1969—1974 роках — 2-й секретар Мелітопольського міського комітету КПУ Запорізької області.
У 1974—1977 роках — слухач Академії суспільних наук при ЦК КПРС у Москві.
У 1977—1982 роках — голова виконавчого комітету Мелітопольської міської ради депутатів трудящих Запорізької області.
У 1982—1986 роках — 1-й секретар Мелітопольського міського комітету КПУ Запорізької області.
19 липня 1986 — 11 червня 1991 року — 2-й секретар Запорізького обласного комітету КПУ.
18 березня 1990 обраний Народним депутатом України, 2-й тур, 53.54 % голосів, 4 претендентів.
У 1993—2001 роках — директор ЗАТ ВСП «Альтернатива» у Запоріжжі.
Потім — на пенсії. Був членом Соціалістичної партії України.
Один із чотирьох депутатів, які 24 серпня 1991 року голосували проти незалежності України.